# D. Hooijer
D. Hooijer, pseudoniem van Catharina Antonetta (Kitty) Ruys-Krijgers Janzen (Hilversum, 10 juni 1939 – aldaar, 25 september 2013) was een Nederlands schrijfster.

## Situering
D. Hooijer debuteerde in 2001 met de verhalenbundel Kruik en Kling. Zij bleek het talent te bezitten om personages, thematiek en stijl met elkaar te doen samenvallen, en dat op een onnadrukkelijke, bijna terloopse manier. De verhalen, hoe tragisch ze ook zijn, hebben een ondertoon van lichte spot, die soms relativerend werkt en soms ook situaties een absurdistisch karakter geeft.

In 2004 verscheen haar tweede bundel Zuidwester meningen. De openingszinnen van het titelverhaal lijken programmatisch voor haar unieke stijl: 'Mensen die aan zee wonen hebben een bollere mening dan mensen in het binnenland. Dat komt door de zuidwester. Je moet ook harder praten in die wind en misschien korter.' Meer nog dan in haar debuut richtte Hooijer haar blik op de rafelranden van menselijk gedrag, op dat wat in alle onbeholpenheid aandoenlijk is. Haar stijl was pontificaal, laconiek, humoristisch en volstrekt persoonlijk.

In 2008 werd Hooijer de Libris Literatuur Prijs toegekend voor haar derde bundel Sleur is een roofdier: haar werk had een bredere bedding gevonden. De jury loofde de winnares aldus: "De auteur heeft alle registers van het vertellen opengetrokken. Dat leverde negen ongewone, fascinerende verhalen op, waarin niets vaststaat, afgerond of eenduidig is. In die verhalen heeft zij een delicaat evenwicht weten te vinden tussen vertelling en vertelwijze, tussen inhoud en vorm. Hooijer slaagt erin te verrassen, te ontroeren en te doen lachen".

In 2009 verscheen Hooijers eerste roman Catwalk, waarover zij met een verwijzing naar een recensie in NRC Handelsblad over haar prijswinnende boek laconiek vaststelde 'Dat moest van Janet Luis'. Het bleek een on-Nederlandse 'sitcom' over gestorven echtgenoten, een stikwarme zomer in Nederland, modeshows, erfenissen, richtmicrofoons en seks op leeftijd.

Haar tweede roman De wanden van Oeverhorst beschrijft het leven in 'een krap draaiende privé-inrichting met een wachtlijst' voor tijdelijk gestoorden. Schrijnend thema is dat modes en therapieën mogen veranderen, maar dat de wérkelijke verandering in de mens alleen plaatsvindt door het ouder worden.

D. Hooijer staat ook bekend als illustrator van boeken. Voorheen schreef zij voornamelijk gedichten onder het pseudoniem Milly Wiers die werden gepubliceerd bij de kleine uitgeverij De Beuk en in De Revisor, maar die vonden weinig gehoor. Daarover wist de auteur te vertellen dat haar gedichten 'in de intensive care liggen, zwaar verminkt door twijfels en bijna dood'.

## Stijl
Voor haar beschrijvingen gebruikt D. Hooijer veelal korte zinnen die net niet soepel in elkaar overlopen. De zinnen lijken op zichzelf te staan en vertonen toch samenhang. In een subtiele en heldere stijl met gevoel voor humor belicht de auteur niet het drama maar de kleinheid van haar personages.
Het werk van D. Hooijer is verschenen bij uitgeverij Van Oorschot

## Privé
Kitty Ruys was sinds 1966 gehuwd met Hugo Ruys en laat twee dochters en twee kleinzoons na.
Naast schrijver was zij amateurarcheoloog.

## Publicaties
- 2001 · Kruik en Kling (verhalen)
- 2004 · Zuidwester meningen (verhalen)
- 2007 · Sleur is een roofdier (verhalen)
- 2009 · Catwalk (roman)
- 2011 · De wanden van Oeverhorst (roman)
- 2014 · Berichten van een zakenman (roman)